# KS 크라코비아
KS 크라코비아(폴란드어: Klub Sportowy Cracovia)는 크라쿠프를 연고로 하는 폴란드의 축구 클럽이다. 현재는 엑스트라클라사에 참가하고 있다. 폴란드의 축구 클럽 중에 가장 오래된 팀 (르보프를 연고로 하는 팀들이 몇 년 더 오래되었으나, 1939년 9월에 소련이 점령하고 합병하여, 현재 우크라이나에 속한다)이며, 비스와 크라쿠프와 라이벌 관계이다.

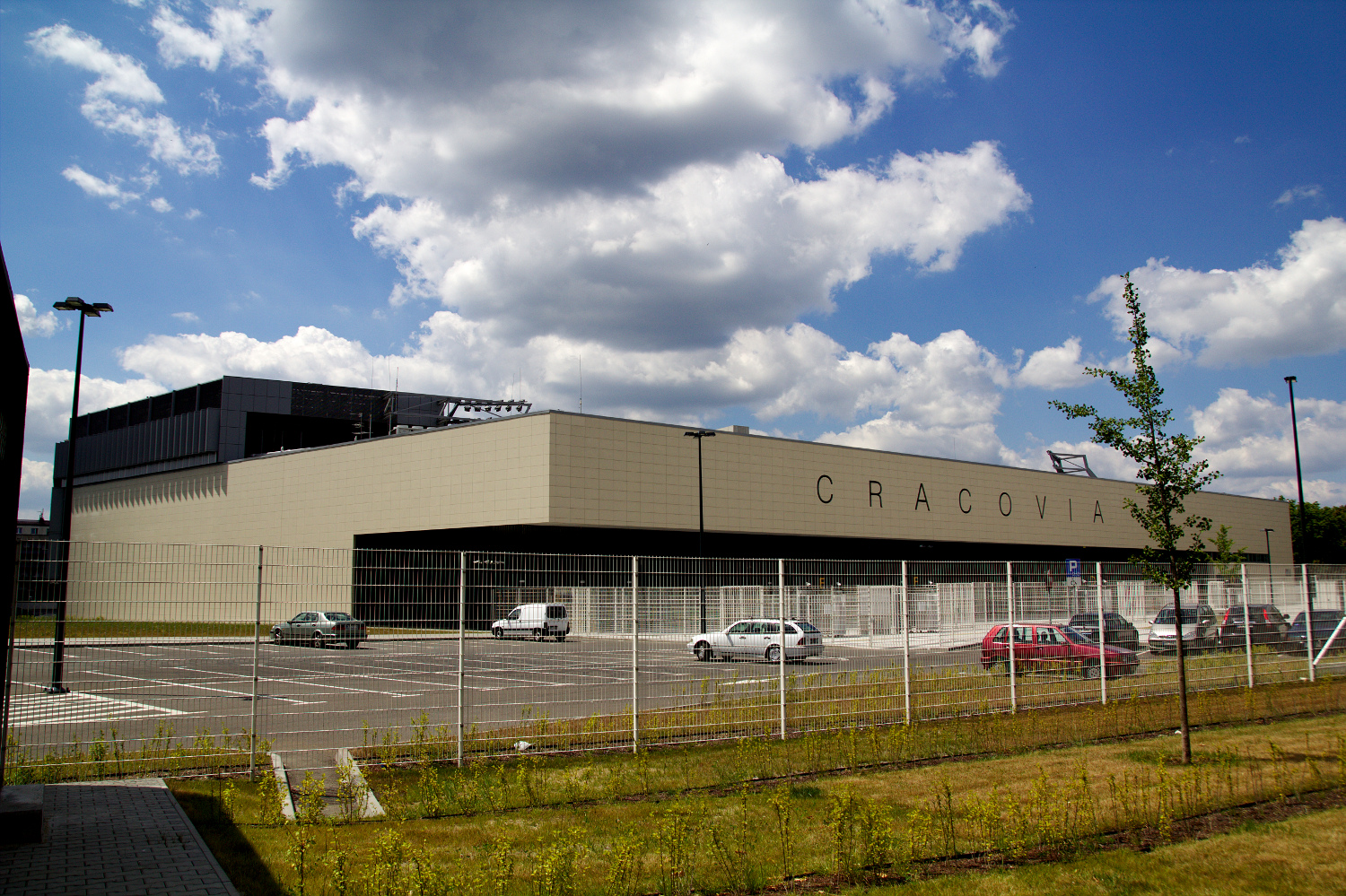
요제프 피우수드스키 경기장

## 성적
- 엑스트라클라사: 우승 5회 (1921, 1930, 1932, 1937, 1948)

## 홈 구장

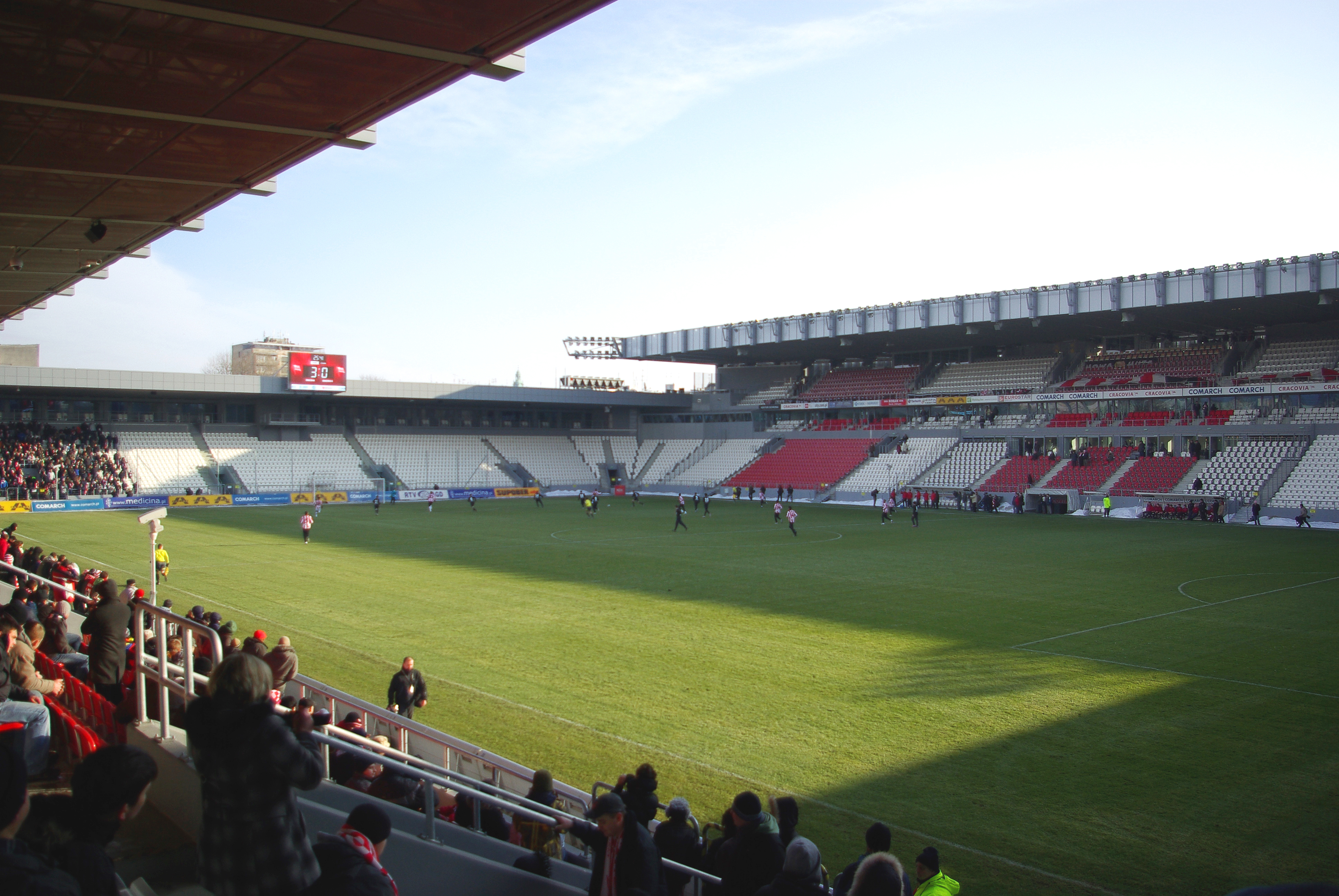
요제프 피우수드스키 경기장

## 선수 명단

### 현역
참고: FIFA 자격 규정에 따라 소속된 국가대표팀 국기를 표시합니다. 선수는 복수의 FIFA 비회원국 국적을 가지고 있을 수 있습니다.
| 번호 | 포지션 | 국적         | 이름                       |
| ---- | ------ | ------------ | -------------------------- |
| 3    | DF     |              | 안드레아스 스코프고르      |
| 5    | DF     |              | 비르질 기타                |
| 8    | MF     | 북마케도니아 | 야니 아타나소프            |
| 9    | FW     |              | 벤자민 칼만                |
| 10   | MF     |              | 미하우 라코치              |
| 11   | MF     |              | 미켈 마이고르              |
| 15   | DF     |              | 카밀 글리크                |
| 19   | DF     | 아이슬란드   | 다비드 크리스티안 올라프손 |
| 22   | DF     |              | 아르투 호스코넨            |
| 24   | DF     | 체코         | 야콥 유가스                |
| 25   | DF     | 조지아       | 오타르 카카바데            |

| 번호 | 포지션 | 국적 | 이름 |
| ---- | ------ | ---- | ---- |

## 역대 감독
| 감독              | 임기        |
| ----------------- | ----------- |
| 포쇼니 임레       | 1921 ~ 1923 |
| 플러트코 페렌츠   | 1938        |
| 스테판 마예프스키 | 2006 ~ 2008 |